# Onthophagus profanus
Onthophagus profanus är en skalbaggsart som beskrevs av Frey 1958. Onthophagus profanus ingår i släktet Onthophagus och familjen bladhorningar. Inga underarter finns listade i Catalogue of Life.